# Holzkirchen (Baixa Francónia)
Holzkirchen é um município da Alemanha, situado no distrito de Würzburgo, no estado da Baviera. Tem 8,42 km² de área, e sua população em 2019 foi estimada em 950 habitantes.